# Kepler-56 c
 (mai 2025).
Kepler-56 c est une exoplanète de type Jupiter chaud en orbite autour de la son étoile hôte Kepler-56, située à environ 2 977,78 années-lumière de la Terre.

## Caractéristiques physiques
L'exoplanète se distingue par sa masse modérée de 0,57 MJ, son rayon de 0,87 RJ et sa température extrême de 1087 K.

## Orbite
Elle orbite à 0,17  unités astronomiques de son étoile, une distance comparable à celle de Vénus dans le système solaire.

## Découverte
L'exoplanète a été découverte par la méthode des transits en 2012.

## Habitabilité
Les conditions d'habitabilité de cette exoplanète ne sont pas déterminées ou ne sont pas connues.